# Primal Heart
Primal Heart (с англ. — «Первозданное сердце») — третий студийный альбом новозеландской певицы Кимбры, вышедший 20 апреля 2018 года на лейбле Warner Bros. Records. Изначально его выход был запланирован на 19 января 2018 года, но был перенесён на более поздний срок. Кимбра выпустила песню «Hi Def Distance Romance» в качестве бесплатного эксклюзивного скачивания для поклонников, подписанных на её список рассылки. Из альбома вышло 6 синглов.

## Отзывы
| Совокупная оценка | Совокупная оценка |
| Источник          | Оценка            |
| ----------------- | ----------------- |
| Metacritic        | 75/100            |
| Оценки критиков   |                   |
| Источник          | Оценка            |
| AllMusic          | [ 9 ]             |
| The Independent   | [ 10 ]            |
| NME               | [ 11 ]            |
| The Observer      | [ 12 ]            |
| Pitchfork         | 5.9/10            |

Primal Heart был положительно встречен музыкальными критиками. AllMusic присвоил альбому 4/5 звёзд. На сайте Metacritic, который присваивает нормализованный рейтинг из 100 баллов рецензиям основных критиков, альбом получил средний балл 75 на основе пяти рецензий, что означает «в целом благоприятные отзывы».

## Список композиций
| №                   | Название                 | Автор(ы)                                            | Продюсеры                               | Длительность |
| ------------------- | ------------------------ | --------------------------------------------------- | --------------------------------------- | ------------ |
| 1.                  | «The Good War»           | Kimbra Johnson Timon Martin                         | Kimbra John Congleton Martin [b]        | 3:38         |
| 2.                  | «Top of the World»       | Johnson Sonny Moore Lars Horntveth                  | Kimbra Congleton Skrillex [a]           | 3:25         |
| 3.                  | «Everybody Knows»        | Johnson Taylor Graves                               | Kimbra Congleton Graves [b] Martin [b]  | 3:44         |
| 4.                  | «Like They Do on the TV» | Johnson Ian Kirkpatrick Michael Tighe               | Kimbra Congleton Andrew Maury [a]       | 4:19         |
| 5.                  | «Recovery»               | Johnson Graves                                      | Kimbra Congleton Graves [b]             | 3:19         |
| 6.                  | «Human»                  | Johnson Tighe Paul Salva Robin Hannibal             | Kimbra Congleton                        | 3:58         |
| 7.                  | «Lightyears»             | Johnson Matt Friedman Scott Mellis                  | Kimbra Congleton Maury [a] Friedman [b] | 3:31         |
| 8.                  | «Black Sky»              | Johnson David Saw Matt Robinson Natasha Bedingfield | Kimbra Congleton                        | 3:51         |
| 9.                  | «Past Love»              | Johnson Friedman                                    | Kimbra Congleton Friedman [b]           | 3:35         |
| 10.                 | «Right Direction»        | Johnson Benjamin Davies                             | Kimbra Congleton                        | 4:45         |
| 11.                 | «Version of Me»          | Johnson Ethan Gruska Tony Berg                      | Kimbra Congleton Gruska [b] Berg [b]    | 3:57         |
| 12.                 | «Real Life»              | Johnson                                             | Kimbra                                  | 2:22         |
| Общая длительность: | Общая длительность:      | Общая длительность:                                 | Общая длительность:                     | 44:24        |

| №                   | Название                  | Автор(ы)                         | Продюсеры           | Длительность |
| ------------------- | ------------------------- | -------------------------------- | ------------------- | ------------ |
| 1.                  | «Black Sky»               | Johnson Saw Robinson Bedingfield | Horntveth           | 5:24         |
| 2.                  | «Everybody Knows»         | Johnson Graves                   | Horntveth           | 4:46         |
| 3.                  | «The Good War»            | Johnson Martin                   | Horntveth           | 4:19         |
| 4.                  | «Hi Def Distance Romance» | Johnson Martin                   | Horntveth           | 3:32         |
| Общая длительность: | Общая длительность:       | Общая длительность:              | Общая длительность: | 18:01        |

Замечание
- ↑  сопродюсер
- ↑  дополнительный продюсер

## Чарты

### Еженедельные чарты
| Чарт (2018)           | Высшая позиция |
| --------------------- | -------------- |
| Австралия (ARIA)      | 31             |
| Новая Зеландия (RMNZ) | 12             |
| США (Billboard 200)   | 179            |